# Santa Quitéria do Maranhão
Santa Quitéria é um município brasileiro do estado do Maranhão. Sua população em 2009 era de 29.551 habitantes.

## História
O município originou-se do antigo distrito de São Bernardo do Parnaíba, pertencente a São Bernardo. Em 16 de abril de 1912, o distrito foi elevado à categoria de vila, com a denominação de Santa Quitéria. Esta foi extinta em 1932 e voltou a ser um distrito, desta vez pertencente ao município de Brejo. Em 1935 recebeu novamente o estatuto de município, renomeado em 1943 para Bacuri. Voltou à denominação de Santa Quitéria do Maranhão em 1948.
Em maio de 2005, Santa Quitéria do Maranhão tornou-se o primeiro município brasileiro a erradicar o sub-registro civil. Para isso, foi realizada, a partir de 2003, a campanha Registro é o direito de ter direitos, mediante uma parceria entre a Promotoria da Justiça de Santa Quitéria, o Poder Judiciário local e o Centro de Defesa e Promoção dos Direitos da Cidadania. Na época, 24% da população não existiam legalmente. Em vários casos, as pessoas acreditavam que a certidão de batismo equivalia à certidão de nascimento. Através de mutirões e outras ações coordenadas pelo Ministério Público, com apoio do Unicef e de outras instituições, mais de 3.500 pessoas foram então registradas. Como resultado, a demanda por direitos da família e do cidadão aumentou em 40% desde então, destacando-se os pedidos de bolsa-família, aposentadoria, ações de alimentos e investigações de paternidade. Santa Quitéria recebeu o "Certificado de primeiro Município do Brasil a garantir a todos os seus cidadãos o Registro Civil de Nascimento", concedido pela Secretaria de Direitos Humanos da Presidência da República, e o nome do Município foi dado a uma das categorias do Prêmio Direitos Humanos. A experiência tornou-se modelo para o restante do Brasil.